# Cardfight!! Vanguard
Cardfight!! Vanguard (カードファイト!! ヴァンガード?, Kādofaito!! Vangādo) è un gioco di carte collezionabili creato da una collaborazione fra Akira Itō (Yu-Gi-Oh! R), Satoshi Nakamura (Duel Masters), Mitsuhisa Tamura (Future Card Buddyfight) ed il presidente della Bushiroad, Takaaki Kidani. Nel 2011 la TMS Entertainment ha prodotto una serie televisiva anime basata sul gioco di carte e trasmessa in Giappone su TV Tokyo dall'8 gennaio 2011 al 31 marzo 2012 per sessantacinque episodi.
In Italia gli episodi della prima serie sono stati trasmessi su K2 dal 9 maggio 2016 al 28 maggio 2018 mentre l'intera serie viene pubblicata online via streaming sul canale ufficiale di YouTube dal 27 marzo 2017 al 29 agosto 2018. Successivamente sono state prodotte diverse altre serie animate.
Oltre all'anime, è stata realizzata una serie manga pubblicata sulle riviste Kerokero Ace e Monthly Bushiroad della Kadokawa Shoten.

## Trama
Il protagonista della storia, Aichi Sendou, è un ragazzino timido al terzo anno delle scuole medie. Ha sempre vissuto la propria vita guardando indietro piuttosto che avanti, e cercando di non mettersi troppo in mostra. Tuttavia, Aichi possiede una cosa che lo distingue dagli altri - "Distruttore delle Lame", una carta di un gioco di carte che gli è stata data quando era piccolo. Questa carta è il motivo per cui comincia a giocare ad un gioco che cambierà drasticamente la sua vita, il cui nome è "Vanguard". Questo gioco si svolge su un altro pianeta chiamato "Cray" tramite un sistema di gioco mai visto prima, ed è diventato popolare in tutto il mondo.
Aichi, viene immediatamente attratto dal Vanguard, e diventa amico di Misaki Tokura e Kamui Katsuragi, insieme ad altri rivali che si farà successivamente. Benché si tratti di una rivalità "amichevole", Aichi comincia a godere una vita maggiormente appagante. Il ragazzo, tuttavia ha un obiettivo: combattere almeno un'altra volta con un combattente di Vanguard chiamato Toshiki Kai, un liceale freddo e solitario, dotato di una incredibile abilità nel gioco. Toshiki è la persona che ha salvato Aichi da una vita noiosa e l'ha iniziato al gioco del Vanguard. Per migliorare sempre più le proprie abilità a Vanguard, Aichi s'impegna al massimo ogni giorno, allo scopo di essere in grado un giorno di combattere alla pari con Toshiki.

## Personaggi

### Protagonisti
Aichi Sendo (先導 アイチ?, Sendō Aichi)
Doppiato da: Tsubasa Yonaga (ed. giapponese), Emanuele Ruzza (ed. italiana)
Aichi è il protagonista di Cardfight!! Vanguard, ha 14 anni e frequenta il terzo anno delle scuole medie. È un ragazzo un po' timido e riservato che desidera diventare un Vanguard Fighter, ma non ha mai avuto occasione di avere un vero combattimento fino al suo secondo incontro con Toshiki Kai. Quando inizia a diventare un vero Vanguard Fighter acquista più sicurezza in se stesso, diventando sempre più bravo. Del suo passato si sa che era sempre vittima di bullismo e un giorno, tornando a casa da scuola ha incontrato Toshiki Kai, che allora aveva un carattere più solare, che gli ha regalato la carta Distruttore delle Lame dicendogli di immaginarsi grande e forte come il cavaliere raffigurato sulla carta. In quel momento Aichi non riusciva ad immaginarsi più forte, ma la carta gli ha dato coraggio. Da quel momento il suo obiettivo è stato sempre quello di incontrare di nuovo Toshiki e di avere una sfida con lui. È uno dei pochi giocatori in grado di usare il potere di Psyqualia e all'inizio cade sotto il controllo di questo potere, ma poi viene liberato grazie a Toshiki. Vive con la madre Shizuka Sendou e la sua sorellina minore Emi Sendou. Il clan che usa nell'anime sono i Paladini Reali, comandati da Alfred. Poi per un po' passa ai Paladini Ombra, quando è sotto il controllo del potere di Psyqualia. Dopo essere tornato a usare i Paladini Reali, la loro sparizione misteriosa lo costringe a passare ai Paladini Dorati, guidati da Blond Ezel; in seguito i Paladini Reali torneranno, ma molti di loro passano ai Paladini Dorati diventando Liberatori per stare con Aichi.
Toshiki Kai (櫂 トシキ?, Kai Toshiki)
Doppiato da: Takuya Satou (ed. giapponese), Marco Vivio (ed. italiana)
Toshiki è uno dei personaggi principali di Cardfight!! Vanguard. È un ragazzo di 16 anni molto serio ed è stato lui a consegnare la carta Distruttore delle Lame ad Aichi facendo nascere in lui la voglia di diventare un Vanguard Fighter. Toshiki è un ragazzo di poche parole e raramente parla con qualcuno. Anche durante le sfide di Vanguard conta sempre sulle sue sole forze senza aver bisogno del supporto di nessuno. Nonostante tutto ha un migliore amico: Taishi miwa. Sembra inoltre essersi molto affezionato ad Aichi, anche se non vuole ammetterlo e per questo spesso Miwa lo prende in giro. Secondo lui prima di trasferirsi in un'altra città dopo la morte di entrambi i suoi genitori Toshiki era molto più amichevole di ora. Per questo motivo ora che vive da solo (dopo la morte dei genitori si era trasferito per andare a vivere con gli zii, conoscendo così Ren Suzugamori e Tetsu Shinjou, ma ora è ritornato nella sua città per vivere da solo) dimostra di avere una buona conoscenza di cucina. Il clan che usa nell'anime è Kagero comandato da Sovrano Draconico. In seguito alla scomparsa del clan, passa a Narukami comandato dal Kaiser Draconico Vermiglio.
Misaki Tokura (戸倉ミサキ?, Tokura Misaki)
Doppiata da: Izumi Kitta (ed. giapponese), Perla Liberatori (ed. italiana)
Misaki è uno dei personaggi principali di Cardfight!! Vanguard. È una ragazza di 16 anni con una memoria incredibile e lavora come commessa nel negozio Card Capital. Prima di incontrare Aichi non aveva mai giocato a Vanguard, ma ha vinto la sua prima sfida con lui grazie alla sua capacità di ricordare tutte le abilità delle carte che ha visto. Dieci anni prima i genitori di Misaki sono morti in un incidente stradale e da quel momento ha cominciato a ricordare perfettamente tutti gli eventi. Ora vive con lo zio Shin Nitta, che è il proprietario del negozio Card Capital e con un gatto che ne fa le veci in sua assenza chiamato Assisto-Gatto. Nonostante soffra ancora molto per la perdita dei genitori, il fatto di entrare nel team Quadrifoglio (Q4) le permette di ricordare anche i momenti belli condivisi con i genitori e di recuperare il deck che le avevano composto per lei prima di morire. Utilizza il clan Oracolo Esperto comandato dalla dea CEO Amaterasu, in seguito poi sostituita dalla dea della Luna Piena Tsukuyomi e da CoCo Strega Scarlatta, per poi tornare ad Amaterasu nella sua nuova forma di Dea del Sole.
Kamui Katsuragi (葛木 カムイ?, Katsuragi Kamui)
Doppiato da: Shizuka Ishikawa (ed. giapponese), Federico Bebi (ed. italiana)
Kamui è uno dei personaggi principali di Cardfight!! Vanguard. Ha 12 anni ed è molto energico e impulsivo oltre che essere un grande chiacchierone. Si entusiasma per tutto ciò che riguarda Vanguard e non si spaventa mai di fronte a nessun avversario. Detesta essere guardato dall'alto in basso dai ragazzi più grandi di lui e all'inizio è proprio per questo motivo che ha iniziato a giocare a Vanguard. Infatti prima Kamui era vittima di bullismo, ma un giorno entrando nel negozio di Gouki Damonji, Card Shop Handsome, si è accorto che nelle sfide a Vanguard l’età non contava nulla e che anche qualcuno più piccolo poteva sconfiggere un ragazzo più grande, così Gouki gli ha insegnato a giocare. Lì la sorellina di Gouki, Nagisa, si è innamorata di lui e nonostante le sue proteste ogni volta che lo vede non lo lascia un attimo in pace. Quando incontra Aichi per la prima volta a Card Capital è geloso di lui perché si è innamorato a prima vista della sorellina di Aichi, Emi, e crede che i due siano fidanzati. Così gli propone una sfida dove Aichi perde, ma quando Kamui scopre il vero rapporto tra i due inizia a chiamare Aichi fratellone e da questo momento nasce tra loro una grande amicizia. Kamui ha altri due amici che sono sui grandi sostenitori e lo chiamano sempre “Kamui il grande”: Reiji ed Eiji. Durante le sfide a Vanguard preferisce andare per secondo perché così può subito attaccare. Non va per niente d'accordo né con Kai, che considera un presuntuoso, né con Ren. Usa i Lottatori Stellari comandati da Kaiser Asura, affiancato nelle fasi avanzate della prima stagione dai Blaukluger. Nella seconda stagione passa alla nuova fazione delle Divinità Bestia, guidata dal Drago Azzurro che in seguito diventa il Drago Illuminato.

### Antagonisti
Ren Suzugamori (雀ヶ森 レン?, Suzugamori Ren)
Doppiato da: Atsushi Abe (ed. giapponese), Raffaele Carpentieri (ed. italiana)
Ren è un ragazzo di 16 anni ed è il leader della squadra Asteroid ed ha frequentato le scuole medie con Tetsu e Toshiki. Quando ottiene il potere di Psyqualia, che gli permette di prevedere l’esito delle sfide a Vanguard, la sua personalità cambia drasticamente e diventa un ragazzo arrogante e presuntuoso che guarda tutti dall'alto in basso ed inizia ad usare il clan Paladini Ombra anziché Paladini Reali. A questo punto Toshiki decide di lasciare la loro squadra, Tetsu invece non vuole abbandonare Ren. Così Ren forma la squadra Asteroid per giocatori espertissimi e sceglie come suoi compagni di squadra Tetsu, Asaka Narumi e Kyou Yahagi. Successivamente espelle Kyou dal team e per questo lui cercherà in tutti i modi di vendicarsi. È lui a far risvegliare il potere Psyqualia di Aichi, di cui però riesce a liberarsi con l'aiuto di Toshiki, che invece non riesce a liberare anche Ren. Quando combatte contro Aichi alle finali del torneo di Vanguard viene sconfitto per la prima volta e liberato dal potere di Psyqualia, almeno temporaneamente. A questo punto torna ad essere il ragazzo curioso e vivace di un tempo, così come Toshiki lo aveva conosciuto. Dopo la scomparsa dei Paladini Ombra, passa ai Paladini Dorati guidati dal Drago Duca Spettrale e dal Drago Cromo Carceriere
Tetsu Shinjou (新庄哲?, Shinjou Tetsu)
Doppiato da: Tetsu Inada (ed. giapponese), ? (ed. italiana)
Nasce il 15 Febbraio. È un membro della squadra Asteroid. Tetsu usa il deck irregolari oscuri. È il secondo membro più importante della squadra Asteroid. Ren gli insegna a giocare a vanguard.
Asaka Narumi (鳴海アサカ?, Narumi Asaka)
Doppiata da: Hitomi Nabatame (ed. giapponese), Mattea Serpelloni (ed. italiana)
Membro della squadra Asteroid, Asaka, detta anche "L'Assassina" ha 16 anni ed è estremamente fedele a Ren. Dopo essere stata selezionata da Tetsu per far parte della squadra Asteroid, ha scalato rapidamente i ranghi della squadra. Durante gli scontri si esibisce in maniera teatrale e fa di tutto per fare in modo che Ren si accorga di lei. Usa il clan Luna Pallida.
Kyo Yahagi (矢作キョウ?, Yahagi Kyou)
Doppiato da: Akeno Watanabe (ed. giapponese), Stefano Broccoletti (ed. italiana)
Inizialmente membro della squadra Asteroid, viene espulso da essa in seguito alla sua sconfitta da parte di Kai ad un torneo nazionale. Insieme ad altri due ex-membri scartati decide quindi di formare la squadra Vendicatori, intenzionato a vendicarsi di Ren. In seguito inizia a girare il mondo con la sua squadra, assumendo nuove identità in ogni nazione e usando metodi sempre più bizzarri per attirare giocatori da sconfiggere e guadagnarsi in tale modo una qualifica al torneo Asia Circuit. Usa il clan Fratelli Aculei, anche se a un certo punto è passato temporaneamente a Megacolonia.

### Personaggi secondari
Katsumi Morikawa (森川 カツミ?, Morikawa Katsumi)
Doppiato da: Noriaki Sugiyama (ed. giapponese), Alessio Puccio (ed. italiana)
Katsumi è un compagno di classe di Aichi di 15 anni e a dispetto della radice del suo nome “katsu” che vuol dire “vittoria”, a Vanguard perde quasi sempre a causa del suo deck formato da troppi Vanguard di grado 3. È molto sicuro di sé ed è orgoglioso della sua forza che conteggia in base alle carte di grado 3 che si hanno nel deck, inoltre è molto superstizioso e infatti consulta ogni giorno il libro di magia di Mister Mago. È un fan sfegatato di Kourin delle Ultra Rare e sa sempre in anticipo quando fa un'apparizione da qualche parte per prepararsi a fare il tifo per lei, inoltre possiede anche moltissimi gadget della giovane idol. All'inizio si comporta da bullo con Aichi rubandogli la sua amata carta Distruttore delle lame per sconfiggere Toshiki, ma involontariamente è proprio lui che lo avvia a diventare un Vanguard Fighter. Successivamente i due diventano amici e Katsumi inizia a chiamare Aichi il suo primo allievo. Il suo migliore amico è Yuta Izaki. I clan che usa di più sono Kagero e Nubatama, anche se in realtà il suo deck è solitamente costituito da carte di vari clan (quasi tutte di grado 3). In realtà Katsumi si è dimostrato essere bravo con un deck ben costruito, ma la sua mania di farcirli con molte carte di grado 3 lo porta quasi sempre alla sconfitta. La sua mossa vincente (secondo lui) si chiama triplo schiacciasassi Morikawa composta da 6 gradi 3: Juggernaut Maximus, Mangiademoni, Ragno Infernale, Deathrex Tiranno, Frank il mostro e Drago furtivo Voidmaster.
Yuta Izaki (井崎 ユウタ?, Izaki Yūta)
Doppiato da: Takayuki Yamaguchi (ed. giapponese), Leonardo Caneva (ed. italiana)
Yuta Izaki è un compagno di classe di Aichi ed è il migliore amico di Katsumi. All'inizio usa i clan Kagero e Tachikaze mischiati insieme, anche se successivamente usa più quest'ultimo.
Taishi Miwa (三和 タイシ?, Miwa Taishi)
Doppiato da: Showtaro Morikubo (ed. giapponese), Simone Veltroni (ed. italiana)
Taishi Miwa è un ragazzo di 16 anni che frequenta la stessa scuola di Toshiki ed è il suo migliore amico. Taishi e Toshiki si conoscono sin dall'infanzia e per questo motivo Taishi è l’unico che capisce Toshiki veramente. È l'avversario che ha avuto più sfide a Vanguard con Toshiki, ma a differenza di lui è molto più amichevole e gli piace scherzare. I clan che usa sono Kagero e Narukami.
Emi Sendo (先導 エミ?, Sendō Emi)
Doppiata da: Atsuko Enomoto (ed. giapponese), Monica Vulcano (ed. italiana)
Emi Sendo è la sorellina di Aichi e frequenta la sesta elementare all'Accademia Miyaji, una scuola per ragazze ricche. Ha molto a cuore suo fratello e con lui si comporta spesso come se fosse una seconda mamma svegliandolo la mattina, controllando che dei bulli non lo infastidiscano e assicurandosi che torni a casa ad un'ora adeguata. Ha una passione per le cose “carine” che dimostra anche nella scelta del suo deck. Inizia ad interessarsi a Vanguard grazie al fratello. Le piace molto cucinare, anche se si fa aiutare un po' dalla mamma per preparare i suoi bentō e non sopporta le ingiustizie. La sua migliore amica è la compagna di scuola Mai Tobita, a cui trasmette la passione per Vanguard. Dopo un breve inizio col clan Oracolo Esperto, usa principalmente il Triangolo delle Bermuda.
Shin Nitta (新田 シン?, Nitta Shin)
Doppiato da: Shūta Morishima (ed. giapponese), Massimo Triggiani (ed. italiana)
Nitta Shinemon (abbreviato in Shin da Misaki) è il proprietario del negozio Card Capital ed è lo zio di Misaki, che si è preso cura di lei fin dalla morte dei suoi genitori avvenuta 10 anni prima. Ha un gatto a cui si riferisce come gestore secondario del negozio e a volte gli chiede persino di svolgere alcuni compiti per lui. È molto informato quando si tratta di Vanguard e spesso mostra ai suoi clienti delle collezioni uniche di carte che ha raccolto nel tempo. È anche il manager della squadra Q4 ed è lui che si occupa di portarli agli eventi e ai campionati e aiutandoli a migliorare grazie ai suoi preziosissimi consigli.
Mark Whiting (マーク・ホワイティング?, Māku Hōwitingu)
Doppiato da: Atsushi Abe (ed. giapponese), Roberto Certomà (ed. italiana)
Mark Whiting è un professore americano di storia fissato con il periodo Sengoku. Insegna alla scuola di Aichi, la Scuola Media Hitsue e durante le sue lezioni usa le carte di Vanguard come aiuto visivo per focalizzare i periodi storici spingendo anche gli studenti a partecipare attivamente alla lezione. Al di fuori della scuola è il Maestro Ninja M. Usa il clan Nubatama.
Korin Tatsunagi (コーリン?, Tatsunagi Kōrin)
Doppiata da: Suzuko Mimori (ed. giapponese), Eva Padoan (ed. italiana)
Kourin è una giovane idol che fa parte del gruppo Ultra Rare insieme alla sorella maggiore Suiko e a quella minore Rekka. Spesso apre i campionati di Vanguard con una canzone oppure come ospite speciale insieme alle sorelle enunciando le regole particolari delle sfide. Usa il clan Paladino Reale, specializzandosi nella cosiddetta "Formazione Bufera" che si basa sull'uso combinato di Snogal, Brugal e Garmore che si potenziano a vicenda. In seguito passa a Piuma Angelica usando Ergodiel come unità principale, per poi tornare ai Paladini Reali con i Cavalieri Gioiello.
Goki Daimonji (大文字ゴウキ?, Daimonji Gouki)
Doppiato da: Kentarō Itō (ed. giapponese), Gabriele Tacchi (ed. italiana)
Goki è il leader della quadra Handsome ed è il fratello maggiore di Nagisa. È stato lui ad introdurre Kamui in Vanguard e si scontra numerose volte con la squadra Q4. Come quasi tutti i membri della squadra, usa il clan Granblue.
Nagisa Daimonji (Daimonji Nagisa?)
Doppiata da: Ryō Hirohashi (ed. giapponese), Agnese Marteddu (ed. italiana)
Nagisa è la sorellina di Gouki ed è infatuata di Kamui. È sempre felice ogni volta che vede Kamui tanto che corre sempre ad abbracciarlo. In realtà dimostra di conoscere ben poco cosa sia l'amore perché non prende mai in considerazione i sentimenti di Kamui verso di lei e vive piuttosto una favola romantica nella sua testa ricordando spesso eventi mai vissuti né da lei né da Kamui. Spesso si presenta in abito da sposa accompagnata da tutta la squadra Handsome che l'asseconda e dice di voler sposare Kamui, ma lui riesce sempre a trovare una buona scusa per rimandare. Usa i Lottatori Stellari per voler imitare Kamui a tutti i costi, andando a specializzarsi dapprima nell'Armata della Morte e poi nelle Divinità Bestia.

## Media

### Gioco di carte collezionabili
Nel 2011 la Bushiroad pubblica il gioco di carte collezionabili Cardfight!! Vanguard, diviso in tre serie principali: Cardfight!! Vanguard, Cardfight!! Vanguard G e il reboot Cardfight!! Vanguard V. Sono stati pubblicati fino ad oggi 45 Trial Deck (ovvero mazzi precreati) e 66 serie di buste d'espansione.
In Italia è disponibile dal 6 maggio 2016 e sono disponibili venti Trial Deck, ovvero Distruttore delle Lame, Sovrano Draconico, Soldato Meccanico Dorato, Principessa dei Fiori di Ciliegio, Fendente del Lupo d'Argento, Eco del Drago Tuono, Discendenti dell'Imperatore Marino, Liberatore del Santuario, Eradicatore dell'Impero, Vendicatore del Purgatorio, Invasione Star-vader, Impavido Kaiser Dimensionale, Successore della Sacra Regalia, Cercatore della Speranza, Giudizio Divino dei Fiamma Bluastra, Fermezza del Drago Bloccante, Risveglio del Drago Interdimensionale, Spadaccino Divino della Stella Splendente, Fanciulla Floreale della Purezza e Cavalleria Blu dei Divini Spiriti Marini, e venticinque serie di buste d'espansione, Discesa del Re dei Cavalieri, Assalto delle Anime Drago, Invasione del Signore Demoniaco, Eclisse delle Ombre Illusorie, Risveglio delle Lame Gemelle, Oltre i Limiti,Furia del Re delle Bestie, Armata Blu Tempesta, Scontro tra Cavalieri e Draghi, Ritorno Trionfante del re dei Cavalieri, Draghi Sigillo Liberati, Forza Confinante degli Anelli Oscuri, Esplosione Catastrofica, Colpo Brillante, Rinascita Infinita, Legione di Draghi & Spade, Perdizione Ardente, Trascendenza Interdimensionale, Assalto Fulmineo delle Fiamme Roventi, Potere Supremo del Drago Stellare, La Debolezza è un Peccato, Ombre Assassine, Tempesta di Petali, Giudizio delle Lame Splendenti e Collezione del Combattente vol.1.
Inoltre sono uscite anche cinque espansioni che contengono delle serie di carte chiamate Extra Booster, la prima chiamata Comic Style che contiene le carte della serie Extra Booster 1, la seconda chiamata Extra Collection 1, che contiene le carte delle serie Extra Booster 3, 4 e 5, la terza chiamata Extra Collection 2, che contiene le carte delle serie Extra Booster 2 e 6,  la quarta chiamata Extra Collection 3, che contiene le carte delle serie Extra Booster 7, 8 e 9 e la quinta chiamata Extra Collection 4, che contiene le carte delle serie Extra Booster 10, 11 e 12.

### I clan
Esistono vari clan: Paladino Reale, Kagero, Lottatore Stellare, Oracolo Esperto, Fratelli Aculei, Tachikaze, Nubatama, Granblue, Megacolonia, Irregolari Oscuri, Triangolo delle Bermuda, Grande Natura, Luna Pallida, Polizia Dimensionale, Paladino Ombra, Neo Nettare, Murakumo, Paladino Dorato, Narukami, Piuma Angelica, Aqua Force, Genesis, Link Joker, Gear Chronicle e Elementale di Cray.

#### Le carte
Lo spazio sulla carta è per la maggior parte occupato da un'illustrazione. In alto a sinistra è presente un numero: esso indica il suo grado. Subito sotto c'è l'icona di talento, che indica una sua abilità; ne esistono di tre tipi: Supporto, Intercetto e Doppio Assalto. Le carte di grado 2 o inferiore, sotto l'icona del talento hanno, in verticale, l'indicatore di Scudo, ovvero il potere di difesa dell'unità. Sul margine inferiore della carta, al di sotto del nome dell'unità, sono presenti tre indicatori: il primo a sinistra è l'indicatore di Forza, ovvero il potere d'attacco dell'unità; il secondo indica il Critico, ovvero il danno inflitto al Vanguard avversario se l'attacco va a segno; l'ultimo a destra indica il Clan e la Razza d'appartenenza dell'unità. Sopra la riga che ne indica il nome e l'eventuale box che ne descrive i poteri speciali c'è una breve frase o un testo che si riferisce, o è pronunciata, dall'unità stessa.
Alcune carte di grado 0, oltre ad avere il talento di Supporto, hanno la particolarità di poter attivare dei poteri speciali chiamati "Inneschi". Essi si attivano in seguito a un attacco sferrato o subito dal proprio Vanguard e sono di quattro tipi: Critico, Pescata, Cura e Risveglio. Tutti e quattro, quando innescati, garantiscono un bonus di punti Forza da assegnare a una delle unità schierate e conferiscono inoltre il potere di provocare più danni, pescare, curarsi da un danno o riattivare un'unità per poterle far sferrare un altro attacco.
Inizialmente, le carte di Grado 4 erano una rarità che solo alcuni clan avevano: a partire dall'Era G, queste carte vengono introdotte in pianta stabile per tutti i clan. Tali carte vengono inserite in un mazzo secondario noto come Zona G, e si suddividono in due sottogruppi: le unità trascendenti (carte che vengono giocate sul Vanguard per un turno scartando una o più carte il cui grado totale sia 3 o superiore, dandogli un boost di 15000 alla Forza, l'abilità di girare tre inneschi quando attacca e un effetto specifico) e i Guardiani G (carte che vanno giocate in fase di difesa scartando un innesco Cura dalla mano; non hanno valore di Forza, ma compensano con un valore Scudo di 15000 che può essere aumentato in condizioni specifiche indicate sul testo della carta).

### Anime

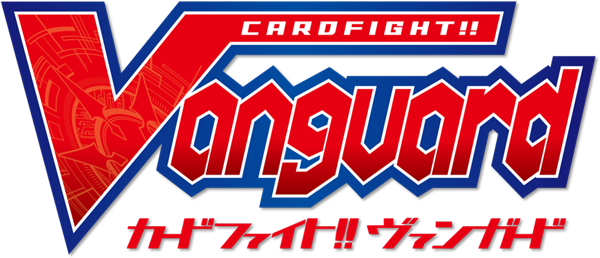
Logo della serie

#### 2011-2014
Nel luglio 2010, un adattamento animato basato sul gioco di carte è stato annunciato dalla TMS Entertainment sotto la supervisione di Hatsuki Tsuji. La colonna sonora è stata composta da Takayuki Negishi mentre Mari Tominaga ha curato il character design. La trasmissione della serie è avvenuta in Giappone su TV Aichi dall'8 gennaio 2011 al 31 marzo 2012, ed è stata successivamente ritrasmessa da AT-X, TV Tokyo, TV Osaka e TV Setouchi. La serie è inoltre stata pubblicata in streaming da Crunchyroll negli Stati Uniti, Canada, Regno Unito ed Irlanda. Le sigle d'apertura sono Vanguard (ep. 1-33) e Believe In My Existence (ep. 34-65) entrambe cantate dai JAM Project. Le sigle di chiusura invece sono Diamond Stars☆ (ダイヤモンドスター☆?, Daiyamondo Sutā☆) di Natsuko Aso (ep. 1-15), Smash Up!! di Hekiru Shiina (ep. 16-25), Dream Shooter delle Sea☆A (ep. 26-38), Starting Again di Sayaka Sasaki (ep. 39-52) e Nakimushi Treasures (泣き虫 TREASURES?) di Saori Kodama e delle Milky Holmes (Suzuko Mimori, Izumi Kitta, Sora Tokui e Mikoi Sasaki) (ep. 53-65). Successivamente lo stesso staff e lo stesso studio di animazione hanno prodotto tutte le stagioni fino alla settima.
La seconda stagione è intitolata Cardfight!! Vanguard: Asia Circuit, trasmessa dall'8 aprile 2012 al 2 gennaio 2013. La sigla d'apertura è Limit Break dei JAM Project mentre quelle di chiusura sono Jōnetsu-ism (情熱イズム?, Jōnetsu-izumu) di Rin (ep. 66-78), Fighting Growing Diary di Natsuko Aso (ep. 79-91), Entry! (エントリー！?, Entori!) delle Sea☆A (ep. 92-104). Nella versione inglese invece è presente una sola di sigla di chiusura, ovvero Way to Victory delle Sea☆A.
La terza stagione è Cardfight!! Vanguard: Link Joker, andata in onda dal 13 gennaio 2013 al 2 marzo 2014. Le sigle d'apertura sono Vanguard Fight dei Psychic Lover (ep. 105-128), Mugen∞REBIRTH (無限∞REBIRTH?, Mugen∞RIBĀSU) di Daigo (ep. 129-148) e Break your spell sempre dei Psychic Lover (ep. 149-163). Le sigle di chiusura sono Endless☆Fighter delle Ultra Rare (Suzuko Mimori, Yoshino Nanjō e Aimi Terakawa) (ep. 105-119), Yume Yume Express delle Milky Holmes (Suzuko Mimori, Izumi Kitta, Sora Tokui e Mikoi Sasaki) (ep. 120-138), Ride on fight! di Izumi Kitta e Suzuko Mimori (ep. 139-150) e Fly away -To the Great Sky- (Fly away -大空へ-?, Fly away -Ōzora e-) di Suara (ep. 151-163). La quarta stagione è Cardfight!! Vanguard: Legion Mate, trasmessa dal 9 marzo 2014 al 19 ottobre dello stesso anno. Le sigle d'apertura sono V-ROAD dei BUSHI★7 (Daigo, Psychic Lover, Suzuko Mimori, Izumi Kitta, Suara e Shūta Morishima) (ep. 164-179) e KNOCK ON YOUR GATE! di Masatoshi Ono (ep. 180-196) mentre quelle di chiusura sonoGet Up delle FAKY (ep. 164-179) e Get back yourself dei CERASUS (ep. 180-196).

#### 2014-2018
La quinta stagione è Cardfight!! Vanguard G, andata in onda dal 26 ottobre 2014 al 4 ottobre 2015. Le sigle d'apertura sono Break It di Mamoru Miyano (ep. 197-222) e Generation! dei JAM Project (ep. 223-244). Le sigle di chiusura invece sono Cheering On for You (だから元気 for YOU?, Dakara Genki for You) di Izumi Kitta (ep. 197-209), NEXT PHASE di Emi Nitta (ep. 210-222), flower di Ayako Nanakomori (ep. 223-232), Dazzling Bravery! (メクルメク勇気!?, Mekurumeku Yūki!) delle Starmarie (ep. 233-244). La sesta stagione è Cardfight!! Vanguard G: GIRS Crisis, trasmessa dall'11 ottobre 2015 al 10 aprile 2016. Le sigle sono YAIBA dei BREAKERZ (apertura) e Don't Look Back delle Rummy Labyrinth (Aimi Terakawa e Haruka Kudō) (chiusura). La settima stagione è Cardfight!! Vanguard G: Stride Gate, andata in onda dal 17 aprile al 24 settembre 2016. La sigla d'apertura è SHOUT! di Mamoru Miyano mentre quelle di chiusura sono rispettivamente High Touch☆Memory (ハイタッチ☆メモリー?) di Yui Ogura (ep. 271-282) e Promise You!! di YuiKaori (ep. 283-294).
Dall'ottava alla tredicesima stagione l'anime è stato prodotto dallo studio Oriental Light and Magic. L'ottava stagione è Cardfight!! Vanguard G: NEXT, trasmessa dal 2 ottobre 2016 al 1º ottobre 2017. Le sigle d'apertura sono Hello, Mr. Wonderland di Ayako Nakanomori (ep. 295-319) e →Next Generation dei Psychic Lover (ep. 320-346). Le sigle di chiusura invece sono Wing of Image delle Rummy Labyrinth (Aimi Terakawa e Haruka Kudō) (ep. 295-307), Are you ready to FIGHT di Rachel Rhodes (ep. 308-319), Pleasure Stride delle Milky Holmes (Suzuko Mimori, Izumi Kitta, Sora Tokui e Mikoi Sasaki) (ep. 320-332) e Natsu ni Nare delle Starmarie (ep. 333-346). La nona stagione è Cardfight!! Vanguard G: Z, andata in onda dall'8 ottobre 2017 al 1º aprile 2018. Le sigle sono rispettivamente Jo no Ka di Kiryu (apertura) e －HEROIC ADVENT－ di Roselia (chiusura).

#### 2018-2020
La decima stagione è Cardfight!! Vanguard, remake della prima uscita nel 2011, trasmessa dal 5 maggio 2018 al 4 maggio 2019. Le sigle d'apertura sono Legendary di Roselia (ep. 371-397) e Destiny Calls delle Team Ultra-Rare (ep. 398-422). Le sigle di chiusura sono GIFT from THE FIGHT!! di Tsubasa Yonaga e Takuya Satō (ep. 371-382), Triangle Message di Tsubasa Yonaga, Takuya Satō e Atsushi Abe (ep. 383-397), Mainichi Climax ☆ delle Milky Holmes (ep. 398-408) e UNSTOPPABLE cantata dalle RAISE A SUILEN (ep. 409-422). L'undicesima stagione è Cardfight!! Vanguard: High School Arc Cont., andata in onda dall'11 maggio al 10 agosto 2019. Le sigle sono INVINCIBLE FIGHTER (apertura) e Takin' my Heart (chiusura) entrambe delle RAISE A SUILEN.
La dodicesima stagione è Cardfight!! Vanguard: Shinemon-hen, trasmessa dal 24 agosto 2019 al 28 marzo 2020. La sigla d'apertura è Lead the way di Aina Aiba mentre quelle di chiusura sono Gift degli Argonavis (ep. 437-455 e Bokura no Turn delle Niji no Conquistador (ep. 456-467). La tredicesima stagione è Cardfight!! Vanguard Extra Story -IF-, andata in onda dal 30 maggio al 28 novembre 2020. La sigla d'apertura è What-if Wonderland!! degli Argonavis mentre quelle di chiusura sono Gonna be right delle Peaky P-key (ep. 469-480) e Horizontal Oath delle RONDO (ep. 481-492).

#### Dal 2021
A partire dalla quattordicesima stagione, l'anime è animato dagli studi Kinema Citrus, Gift-o'-Animation e Studio Jemi. La quattordicesima stagione è Cardfight!! Vanguard overDress, trasmessa dal 3 aprile al 27 dicembre 2021. Le sigle d'apertura sono ZEAL of proud di Roselia (ep. 493-505) e START di Strawberry Prince (ep. 506-517). Le sigle di chiusura sono Y degli Argonavis (ep. 493-505) e Fateful... di Morƒonica (ep. 506-517).
La quindicesima stagione è Cardfight!! Vanguard will+Dress, andata in onda dal 4 luglio al 26 settembre 2022. Le sigle sono BLACK&WHITE degli Argonavis ft. Nayuta Asahi (apertura) e Do the Dive di Call of Artemis (chiusura). I diritti di distribuzione al di fuori dell'Asia di questa stagione sono stati acquistati da Crunchyroll che l'ha pubblicata in versione sottotitolata in più Paesi, tra cui l'Italia.
Una sedicesima e una diciassettesima stagione, omonime della precedente, sono state trasmesse rispettivamente tra il 13 gennaio e il 31 marzo e dall'8 luglio al 7 ottobre 2023. La sedicesima stagione presenta come sigle Accelerate degli Strawberry Prince (apertura) e Re-raise degli Argonavis ft. Nayuta Asahi (chiusura) mentre la diciassettesima stagione ha come sigle The last resort dei GYROAXIA (apertura) e BLUE BUD di Hina Aoki (chiusura). Come per il caso precedente, anche queste stagioni sono state pubblicate fuori dall'Asia in versione sottotitolata da Crunchyroll. Ulteriori stagioni sono previste per il 2024 e il 2025. Una diciottesima stagione, Cardfight!! Vanguard Divinez, è stata trasmessa a partire dal 13 gennaio al 20 aprile 2024. La sigla d'apertura è Kirifuda (切札?) delle V.W.P mentre quella di chiusura è Ryōyoku no Brilliance (両翼のBrilliance?) delle Morfonica. I diritti per la distribuzione al di fuori dell'Asia sono stati acquistati da Crunchyroll, che l'ha trasmessa in versione sottotitolata in più Paesi, tra cui l'Italia. Una diciannovesima stagione, Cardfight!! Vanguard Divinez Season 2, è stata trasmessa dal 6 luglio al 12 ottobre 2024. La sigla d'apertura è Shukumei (宿命? lett. "Destino") degli Strawberry Prince mentre quella di chiusura è Panorama (端程山?) delle MyGO!!!!. I diritti per la distribuzione al di fuori dell'Asia sono stati acquistati da Crunchyroll, che l'ha trasmessa in versione sottotitolata in più Paesi, tra cui l'Italia. Una ventesima stagione, Cardfight!! Vanguard Divinez: Deluxe Arc, è stata trasmessa dall'11 gennaio al 19 aprile 2025. La sigla d'apertura è Meramera dei Kis-My-Ft2 mentre quella di chiusura è Tenshoku (天色?) di Hina Aoki.
Una ventunesima stagione, Cardfight!! Vanguard Divinez: Deluxe Finals Arc, viene trasmessa dal 5 luglio 2025. La sigla d'apertura è Feathered Dreams delle Morfonica.

#### Adattamento
Nel doppiaggio italiano sono stati mantenuti tutti i nomi originali per quanto riguarda i personaggi, mentre per le creature sono stati impiegati quelli adottati nella traduzione del gioco di carte, i quali non differiscono molto da quelli originali. In Giappone ogni episodio viene preceduto dalla parola inglese Ride (lett. "Giro") mentre nella versione italiana è stato sostituito da Convocazione. L'adattamento italiano fa uso dei master video inglesi mentre il doppiaggio si basa sulla versione originale giapponese.

##### Prima stagione
In Italia è stata acquistata la prima serie direttamente dal Giappone, la quale è stata trasmessa su K2 dal 9 maggio 2016 al 28 maggio 2018 dove le sigle presenti sono state collocate in un ordine diverso da quello giapponese ed alcune di queste sono rimaste inedite, tale edizione è stata successivamente pubblicata anche online sul servizio di streaming gratuito Dplay. Dal 27 marzo 2017 al 29 agosto 2018 l'intera serie viene pubblicata a cadenza settimanale di tre episodi sul canale ufficiale di YouTube Vanguard Italia dove viene mantenuto l'ordine originale delle sigle iniziali e finali, utilizzando anche quelle scartate nella trasmissione televisiva. Inoltre in questa edizione, la prima sigla Vanguard a partire dall'episodio 16 al numero 33 utilizza alcune delle strofe presenti solo nella versione completa  e lo stesso vale anche per la seconda. Credo nella mia esistenza dall'episodio 49 in poi. In ordine le sigle d'apertura sono Vanguard (ep. 1-65 TV, ep. 1-33 online) e Credo nella mia esistenza (ep. 34-65 online) entrambe cantate da Antonio De Rosa, Alfredo De Rosa e Marica De Rosa. Le sigle di chiusura sono rispettivamente Diamanti delle stelle (ep. 1-26 TV, ep. 1-15 online), Smash Up!! (ep. 16-25 online), Forgiatori di sogni (ep. 27-65 TV, ep. 26-38 online), Ricomincerò (ep. 39-52 online) e Preziosa tristezza (ep. 53-65 online) tutte cantate da Marica De Rosa. In entrambe le versioni sono mantenuti sia gli eyecatch che le anticipazioni dopo la sigla di chiusura.
L'edizione italiana della prima serie è stata curata da Mariagrazia Boccardo. Il doppiaggio è stato effettuato presso lo studio Cine Dubbing sotto la direzione di Maria Pia Di Meo con l'assistenza di Riccardo Marricchi e con i dialoghi di Marisa Volonnino, Luca Dresda e Massimo Locchi. Il mixage è stato eseguito da Mauro Lopez, mentre la post-produzione video ed audio è stata fatta da Enrico Torre. Le sigle sono cantate dai fratelli Antonio De Rosa, Alfredo De Rosa e Marica De Rosa con la coordinazione di Luca Morandini (il quale si è occupato anche della sottotitolazione delle scritte giapponesi assieme a Salvatore Carboni).

##### Seconda stagione
Nella rubrica mensile TG Vanguard del dicembre 2017 di Vanguard Italia viene annunciata l'acquisizione dei diritti della seconda serie che verrà trasmessa nel corso del 2018. All'interno dell'edizione di aprile 2018 viene confermata la data di inizio trasmissione su K2 dal 21 maggio 2018, successivamente posticipata al 29 maggio 2018 subito dopo la conclusione della prima serie per poi terminare il 2 agosto dello stesso anno.
Il 23 maggio, il cantante di sigle Giorgio Vanni, annuncia tramite una Instagram story il suo coinvolgimento diretto nella produzione delle nuove sigle di apertura e chiusura. Come nella serie precedente le sigle presenti sono state collocate in ordine differente da quello originale e tale versione è stata pubblicata anche sul servizio di streaming Dplay, che però rese disponibile la serie fino all'episodio 19. Dal 3 settembre al 28 novembre 2018 la serie è stata pubblicata sul canale ufficiale di YouTube dove fu ripristinato il corretto ordine delle sigle. Le sigle dell'edizione italiana sono una traduzione delle originali giapponesi. Le sigle italiane sono rispettivamente Limit Break cantata da Giorgio Vanni e Silvia Pinto (apertura) e Energia ardente di Giorgio Vanni (chiusura). Nella pubblicazione sul canale Vanguard Italia su YouTube è stata resa disponibile la versione completa di Limit Break. Inoltre in questa edizione, la sigla Limit Break a partire dall'episodio 86 in poi utilizza alcune delle strofe presenti solo nella versione completa. L'edizione italiana utilizza i master inglesi in cui, come unica sigla di chiusura, è stata inserita la canzone Way to Victory sulle immagini della ending 6 Jōnetsu-ism, a differenza della versione originale giapponese. Nell'episodio 104, ultimo della seconda serie, è stata adoperata una versione da 2 minuti di Limit Break con alcune parti della canzone completa su immagini montate appositamente.
Il doppiaggio della seconda serie è stato effettuato nuovamente presso lo studio Cine Dubbing, questa volta sotto la direzione di Davide Turla con l'assistenza di Riccardo Marricchi (come nella prima stagione) e con i dialoghi di Eleonora Alberti, Fausta Fascetti, Manuela Lomeo, Orietta Regina e Lina Zargani. Il mixage è stato eseguito da Mauro Lopez, mentre le sigle sono cantate da Giorgio Vanni e Silvia Pinto con la coordinazione di Luca Morandini, adattamento italiano dei testi di Enrico Torre e traduzioni di Monica Pianaro, il mixing è ad opera di Max Longhi (sigla d'apertura) e Daniele "Daniel Tek" Cuccione (sigla di chiusura).

### Manga
È stata realizzata una serie manga di Cardfight!! Vanguard ispirata alla serie televisiva anime da Akira Itō. Il primo capitolo è stato pubblicato il 26 novembre 2010 all'interno della rivista Kerokero Ace della Kadokawa Shoten, che ha continuato a contenere anche i successivi fino a settembre 2013, mese in cui il magazine è stato ufficialmente dismesso. Successivamente, il manga è stato ripreso su un'altra rivista, la Monthly Bushiroad, che condivide lo stesso editore della precedente e che ha proseguito la pubblicazione dei capitoli successivi fino alla conclusione nel 2017. Inoltre i capitoli sono stati raccolti in dodici volumi tankōbon.
Nonostante il manga condivida gli stessi personaggi dell'anime, segue una trama originale e con molte differenze rispetto alla controparte animata a cui si aggiunge la diversità degli effetti delle carte utilizzate.
Il 24 gennaio 2013 è stato pubblicato anche un volume extra, che funge da numero 0, il quale presenta un retroscena riguardante l'infanzia di Toshiki Kai.
Dall'8 aprile 2015 all'8 febbraio 2019 è stato pubblicato anche un adattamento di Cardfight!! Vanguard G, intitolato Cardfight!! Vanguard G: Stride Generation (カードファイト!! ヴァンガードG ストライドジェネレーション?, Kādofaito!! Vangādo Ji Sutoraido Jenerēshon).

#### Volumi
| Cardfight!! Vanguard (12 volumi)                     |                   |                        |
| 0                                                    | 24 gennaio 2013   | ISBN 978-4-04120-473-3 |
| 1                                                    | 23 marzo 2011     | ISBN 978-4-04715-677-7 |
| 2                                                    | 24 agosto 2011    | ISBN 978-4-04854-684-3 |
| 3                                                    | 25 gennaio 2012   | ISBN 978-4-04120-078-0 |
| 4                                                    | 22 giugno 2012    | ISBN 978-4-04120-274-6 |
| 5                                                    | 20 novembre 2012  | ISBN 978-4-04120-472-6 |
| 6                                                    | 21 agosto 2013    | ISBN 978-4-04120-762-8 |
| 7                                                    | 26 dicembre 2013  | ISBN 978-4-04899-401-9 |
| 8                                                    | 26 agosto 2014    | ISBN 978-4-04899-406-4 |
| 9                                                    | 26 settembre 2015 | ISBN 978-4-04899-413-2 |
| 10                                                   | 25 marzo 2016     | ISBN 978-4-04899-416-3 |
| 11                                                   | 26 settembre 2016 | ISBN 978-4-04899-419-4 |
| 12                                                   | 7 ottobre 2017    | ISBN 978-4-04899-431-6 |
| Cardfight!! Vanguard G: Stride Generation (5 volumi) |                   |                        |
| 1                                                    | 25 marzo 2016     | ISBN 978-4-04899-417-0 |
| 2                                                    | 26 settembre 2016 | ISBN 978-4-04899-420-0 |
| 3                                                    | 7 ottobre 2017    | ISBN 978-4-04899-432-3 |
| 4                                                    | 6 ottobre 2018    | ISBN 978-4-04899-440-8 |
| 5                                                    | 31 ottobre 2019   | —                      |

### Spin-off
Un'altra serie manga spin-off chiamata Mini Vanguard, anche conosciuta come Mini Van (みにヴぁん?, MiniVan), è stata pubblicata sulla rivista Kerokero Ace assieme al manga originale. Il primo capitolo venne accorpato ai sei capitoli della storia principale, cosa poi non ripetuta per i successivi. Mini Vanguard è un manga comico yonkoma realizzato da Quily, che rappresenta tutti i personaggi originali disegnati in stile super deformed. Successivamente alla dismissione del magazine originale nel settembre 2013, la serie è stata spostata assieme a quella originale nel primo numero di Monthly Bushiroad.
In seguito Mini Vanguard è stato anche adattato in una serie anime prodotta dallo studio DLE ed è stata trasmessa in Giappone dal 6 aprile al 14 dicembre 2013. La sigla di chiusura si chiama Mirai Sketch ed è cantata dalle Ultra Rare (Suzuko Mimori, Yoshino Nanjō e Aimi Terakawa).
Dal 3 ottobre 2015 al 26 marzo 2016 è stato anche trasmesso un seguito intitolato Mini Vanguard 2nd Season, anche chiamato Mini Van 2nd Season, il quale venne prodotto dallo stesso staff della serie precedente. In questo caso la sigla di chiusura si chiama Friends ed è cantata dalle Rummy Labyrinth (Aimi Terakawa e Haruka Kudō).
Una serie con uno stile simile, Mini Vanguard Large, è stata pubblicata sul canale YouTube ufficiale della serie principale dal 7 giugno 2021 al 4 maggio 2022.
Un altro manga spin-off intitolato Cardfight!! Vanguard Gaiden: Hikari no Kenshi (カードファイト!! ヴァンガード外伝 光の剣士?, Kādofaito!! Vangādo Gaiden Hikari no Kenshi) è stato serializzato sempre sulla rivista Monthly Bushiroad dal 6 settembre 2013 all'8 settembre 2014. Questa serie è supervisionata da Akira Itō ed illustrata da Makoto Kishimizu. La storia si concentra maggiormente sul gioco di carte.

#### Volumi
| Cardfight!! Vanguard Gaiden: Hikari no Kenshi (2 volumi) |                  |                        |
| 1                                                        | 26 aprile 2014   | ISBN 978-4-04899-403-3 |
| 2                                                        | 26 dicembre 2014 | ISBN 978-4-04899-409-5 |

### Romanzo
Il 15 maggio 2013 è stato pubblicato in Giappone un romanzo basato sull'anime, scritto da Bandana Aoi ed illustrato da Yōsuke Adachi. La trama vede Aichi aiutare un giovane ragazzo solitario chiamato Hiro Hamane (浜音ヒロ?, Hamane Hiro).

### Videogiochi
Un videogioco per cellulari intitolato Cardfight!! Vanguard: Cray Wars (カードファイト!! ヴァンガード 惑星大戦?, Kādofaito!! Vangādo Wakusei Taisen) è stato distribuito il 12 marzo 2013 solo in Giappone. È un videogioco di ruolo strategico che introduce un nuovo personaggio, Navica, che fa da guida al giocatore, spiegandogli le meccaniche di gioco. La storia è basata sul Virtual Vanguard System (VVS), il quale genera uno spazio virtuale dove la gente può fare esperienza nel mondo di Cray, un pianeta simile alla Terra dove la magia e la scienza hanno fatto enormi progressi allo stesso tempo.
In seguito è uscito un videogioco anche per Nintendo 3DS, Cardfight!! Vanguard: Ride to Victory!! (カードファイト!! ヴァンガード ライド トゥ ビクトリー!!?, Kādofaito!! Vangādo Raido tu Bikutorī!!), che è stato pubblicato sempre in madre patria l'11 aprile 2013. Quest'ultimo presenta una storia originale che vede un nuovo protagonista Cardfighter che punta a vincere il torneo nazionale. I giocatori devono scegliere tra uno dei sei nuovi protagonisti, un maschio ed una femmina, ognuno di loro con tre personalità differenti: focosa, fredda o oscura. Inoltre compaiono anche più di 30 personaggi provenienti dall'anime, tra cui: Aichi Sendou, Toshiki Kai, Ren Suzugamori, Misaki Tokura e Shin Nitta. La modalità storia permette di affrontare diverse sfide contro vari rivali, arrivando così al torneo del campionato nazionale. Sono presenti anche delle missioni opzionali, che possono essere completate solo utilizzando un predeterminato set di carte, ed il gioco libero, che permette di duellare contro gli avversari precedentemente incontrati nella storia. Vincendo gli incontri si guadagneranno dei punti che potranno essere spesi al negozio Card Capital per acquistare nuove bustine di espansione per costruire un deck più forte. Per la modalità multigiocatore è possibile utilizzare il gioco online tramite wireless.
Un secondo capitolo per 3DS, Cardfight!! Vanguard: Lock on Victory!! (カードファイト!! ヴァンガード ロック オン ビクトリー!!?, Kādofaito!! Vangādo Roku On Bikutorī!!), è stato reso disponibile il 5 giugno 2014 solo in territorio giapponese. Questa volta la trama segue quella della terza serie anime, l'arco di Link Joker. In modo molto simile al primo gioco, i giocatori potranno scegliere uno dei sei precedenti personaggi originali in aggiunta ad altri quattro nuovi. Come per il titolo precedente, anche in questo è possibile fare uso del wireless per le partite tra più giocatori.
Un videogioco scaricabile per Microsoft Windows, chiamato Cardfight!! Online è stato lanciato ad inizio 2016, sviluppato da DELiGHTWORKS e CrossGames. Questo capitolo presenta sia partite classificate che non e tornei, è basato sul free-to-play e presenta anche le carte della serie Cardfight!! Vanguard G, comprese quelle più recenti. Il progetto è stato tuttavia sospeso a tempo indeterminato per via di alcuni problemi di programmazione riscontrati dal team di sviluppatori.
Il 14 gennaio dello stesso anno è stato pubblicato Cardfight!! Vanguard G: Stride to Victory!! (カードファイト!!ヴァンガードG ストライド トゥ ビクトリー!!?, Kādofaito!! Vangādo Ji Sutoraido tu Bikutorī!!) sempre per 3DS, il quale presenta gli eventi di Legion Mate e G (escludendo il Touken Ranbu).
A fine 2018 è stato lanciato Cardfight!! Vanguard Zero su smartphone. Il gioco, oltre a una modalità multplayer online, prevede una modalità storia dove si potranno rivivere tutte le stagioni dell'anime dall'inizio.
Il 19 settembre 2019 è uscito un altro capitolo della serie, Cardfight!! Vanguard EX (カードファイト!!ヴァンガードエクス?, Kādofaito!! Vangādo Ekusu) pubblicato per PlayStation 4 e Nintendo Switch.
Il 16 novembre 2022 è uscito Cardfight!! Vanguard Dear Days (カードファイト!! ヴァンガード ディアデイズ?, Kādofaito!! Vangādo Diadeizu) per Nintendo Switch e Steam.

### Film
È stato prodotto anche un film d'animazione cinematografico con una parte introduttiva in live action di 50 minuti, intitolata A Game of Three (３つのゲーム?, Mitsu no Gēmu, lett. "Un gioco a tre"). Questa parte del film è stata diretta da Takashi Motoki alla Ace Crew Entertainment e presenta come attori Daigo, Suzuko Mimori, Taizō Shīna, Takuma Sueno e molti altri. La parte animata, chiamata Neon Messiah (ネオンメサイア?, Neon Mesaia, lett. "Neon messia"), è stata diretta invece da Shin Itagaki alla Ultra Super Pictures e la sceneggiatura è a cura di Mayori Sekijima. La storia introduce il personaggio di Kouji Ibuki, doppiato da Mamoru Miyano. Il film è stato distribuito nelle sale cinematografiche giapponesi il 13 settembre 2014.

## Accoglienza
Nella sua guida all'anteprima degli anime dell'inverno 2011, lo staff di Anime News Network ha avuto opinioni piuttosto negative nei confronti della prima serie anime. Carl Kimlinger si è lamentato del grossolano commercialismo delle serie dedicate ai giochi di carte collezionabili e ha affermato di essere rimasto contento che la serie, dal suo punto di vista, fosse fallita. Carlo Santos e Bamboo Dong hanno dato recensioni altrettanto negative. Chris Beveridge di Mania.com confrontò l'anime con altre serie basate su giochi di carte collezionabili come Yu-Gi-Oh! e ha affermato che, mentre vedeva molti bambini usare la serie per prendere appunti e creare la loro strategia di gioco, credeva che la serie dovesse ancora lavorare per essere coinvolgente e divertente.
Per quanto riguarda il gioco di carte collezionabili, ha ricevuto elogi per il suo marketing attraverso le serie animate e i vari media, che hanno fatto aumentare immensamente la sua popolarità. Il 14 dicembre 2012, la società giapponese Interface in Design ha realizzato un sondaggio per il quale il gioco di carte collezionabili ha avuto l'esperienza di gioco più appagante per il "Trading Card Game Award of 2012". Cardfight!! Vanguard ha ricevuto premi come gioco migliore in entrambe le categorie Scuola elementare e Normale. Ha anche ricevuto menzioni d'onore nelle categorie Scuola media, Scuola superiore e adulti. Tali premi sono stati conferiti a Cardfight!! Vanguard per via degli alti elogi ricevuti dall'esperienza di gioco per i suoi eventi durante i tornei dedicati e per la facilità di accesso a importanti aggiornamenti nella cultura di Vanguard attraverso riviste e siti web. Anche la facilità di apprendimento del gioco per i nuovi giocatori è stato considerato un aspetto incredibilmente interessante.